# Glenea borneensis
Glenea borneensis é uma espécie de escaravelho da família Cerambycidae. Foi descrita por Warren Samuel Fisher em 1935. É conhecida a sua existência no Bornéu.